# Улица Дарвина (Астрахань)
У́лица Да́рвина — улица в центральной части Астрахани, соединяющая исторические районы Белый город, Армянская слобода, Морская слобода и Криуша. Начинается от улицы Ленина и идёт с севера на юг, пересекая улицы Бабушкина и Шаумяна и набережную 1 Мая. Далее пересекает Канал имени Варвация через пешеходный Земляной мост, улицы Челюскинцев, Казанскую, Зои Космодемьянской, Епишина, Гилянскую и Лычманова. Пересекая Бакинскую улицу, переходит из Кировского в Советский административный район города, далее пересекает улицы Морозова, Трофимова и Плещеева и заканчивается у улицы Крупской на въезде в исторический район Криуша.
Земляной мост ранее использовался для гужевого и автомобильного транспорта.
Значительную часть застройки улицы составляют дома дореволюционного периода, в том числе памятники архитектуры.

## История
До 1837 года улица называлась Никольской, затем была переименована в Калустовскую. В 1920 году получила название Тверская, в 1936 была вновь переименована в честь британского натуралиста Чарлза Дарвина. В 1957 году к улице Дарвина присоединена улица Лермонтова, до 1920 года носившая название Армянский базар.

## Застройка
- дом 33/66 —  памятник архитектуры Здание армянской богадельни (вторая половина XIX в.), где располагалось попечительство вдов и сирот армянского духовенства.[2]
- дом 35/151 —  памятник архитектуры Городская усадьба (вторая половина XIX в.) с элементами русского стиля.[2]

## Транспорт
Ближайшие к улице Дарвина остановки маршрутных такси — «Драмтеатр» в северной части, «Колледж АИСИ» в районе канала и «Департамент социальной защиты» ближе к южному окончанию улицы.